# Валя-Маре-Правец
Валя-Маре-Правец (рум. Valea Mare-Pravăț) — село у повіті Арджеш в Румунії. Адміністративний центр комуни Валя-Маре-Правец.
Село розташоване на відстані 123 км на північний захід від Бухареста, 51 км на північ від Пітешть, 147 км на північний схід від Крайови, 57 км на південний захід від Брашова.

## Населення
За даними перепису населення 2002 року у селі проживали 1345 осіб, з них 1341 особа (99,7%) румунів. Усі жителі села рідною мовою назвали румунську.